# Chamboultout
Pour l’article ayant un titre homophone, voir Chamboule-tout.
Pour plus de détails, voir Fiche technique et Distribution.
Chamboultout est une comédie française réalisée par Éric Lavaine, sortie en 2019.

## Synopsis
Béatrice célèbre la sortie de son livre où elle raconte l'accident de son mari Frédéric, accident qui lui a fait perdre la vue. Frédéric, de son côté, est devenu un homme obsédé par la nourriture et disant tout ce qu'il pense, sans aucun filtre. Béatrice, malgré le changement psychologique de son homme, l'aime toujours autant. Dans son livre, Béatrice a également inclus des anecdotes sur ses amis et, même si elle a changé leurs noms, ils se reconnaissent, ce qui provoque quelques remous dans le groupe.

## Fiche technique
- Titre : Chamboultout
- Réalisation : Éric Lavaine
- Scénario : Éric Lavaine, Bruno Lavaine et Barbara Halary-Lafond
- Musique : Grégory Louis
- Photographie : Antoine Roch
- Montage : Vincent Zuffranieri
- Production : Vincent Roget
- Société de production : Same Player
- Société de distribution : Gaumont Distribution (France)
- Budget : 9,3 millions d'euros
- Pays d'origine :  France
- Langue originale : français
- Format : couleur
- Genre : comédie
- Durée : 102 minutes
- Date de sortie : 
  - France : 3 avril 2019

Diffusion TV le 19 septembre 2021 sur TF1

## Distribution
- Alexandra Lamy : Béatrice Mazuret
- José Garcia : Frédéric Mazuret
- Michaël Youn : Fabrice
- Medi Sadoun : J.P.
- Anne Marivin : Nadia
- Michel Vuillermoz : Arnaud Lubert
- Anne Girouard : Odile
- Olivia Côte : Emmanuelle
- Jean-François Cayrey : Loïc
- Nuno Lopes : Bernard
- Guilaine Londez : Bérangère Mazuret
- Ludivine de Chastenet : Valérie
- Christophe Canard : l'éditeur de Béatrice
- Guillaume Briat : Hugues
- Benoît Allemane : l'avocat Maître Roland ou professeur Antoine dans le roman
- Joséphine Draï : Corinne, l'animatrice de l'atelier poterie
- Lucille Guillaume : Eugénie
- Claudine Vincent : Christiane Mazuret, la mère de Frédéric et Bérangère

## Production

### Adaptation libre
Le scénario est inspiré du livre La Course de la mouette de Barbara Halary-Lafond. Le récit est inspiré de sa propre histoire, ainsi que de son mari Jean-Louis Halary, sans en être une adaptation.

## Musique
- Lumière du jour par Michel Berger.

## Accueil

### Accueil critique
Le film reçoit des retours  moyens, avec une note moyenne de 3/5 sur Allociné.
Elle est plutôt conquis « Une comédie émouvante et solaire qui donne envie de profiter des siens ». Le Parisien est insatisfait « C’est malheureusement le scénario qui ne suit pas. Il s’ébroue trop, aurait pu économiser un ou deux personnages ».

### Box-office
| Pays ou région | Box-office      | Date d'arrêt du box-office | Nombre de semaines |
| -------------- | --------------- | -------------------------- | ------------------ |
| France         | 715 266 entrées | 29 mai 2019                | 8                  |
| Total mondial  | 5 662 044 $     | -                          | -                  |